# TvN 월화 드라마

tvN 월화 드라마는 tvN에서 매주 월요일부터 화요일 오후 8시 50분에 방송 중인 드라마 프로그램이다.

## 개요
미니 시리즈 드라마 형식으로 방송 중이다.

## 방송 시간
| 방송 채널 | 방송 기간                         | 방송 시간                           | 방송 분량 |
| --------- | --------------------------------- | ----------------------------------- | --------- |
| tvN       | 2011년 6월 13일 ~ 2017년 9월 26일 | 매주 월요일 ~ 화요일 오후 11시      |           |
| tvN       | 2017년 10월 9일 ~ 2020년 3월 17일 | 매주 월요일 ~ 화요일 오후 9시 30분  |           |
| tvN       | 2020년 3월 23일 ~ 2021년 8월 24일 | 매주 월요일 ~ 화요일 오후 9시       |           |
| tvN       | 2021년 9월 6일 ~ 2022년 12월 13일 | 매주 월요일 ~ 화요일 오후 10시 30분 |           |
| tvN       | 2022년 12월 19일 ~ 현재           | 매주 월요일 ~ 화요일 오후 8시 50분  |           |

## 프로그램 리스트
- 아래 프로그램은 2002년 11월 이후 시청 가능 연령을 표시하는 드라마 프로그램 등급 제도를 의무적으로 시행하여 현재까지 이어지고 있습니다.
- 2017년 3월 1일부터 TV 프로그램 등급 표시 외에 주제, 폭력성, 선정성, 언어, 모방 위험 등 분류 사유 표시를 의무적으로 시행하고 있습니다.

### 2010년대

#### 2011년
- 《로맨스가 필요해》 : 2011년 6월 13일 ~ 2011년 8월 2일
- 《버디버디》 : 2011년 8월 8일 ~ 2011년 10월 25일
- 《꽃미남 라면가게》 : 2011년 10월 31일 ~ 2011년 12월 20일

#### 2012년
- 《닥치고 꽃미남 밴드》 : 2012년 1월 30일 ~ 2012년 3월 20일
- 《결혼의 꼼수》 : 2012년 4월 2일 ~ 2012년 5월 22일
- 《아이 러브 이태리》 : 2012년 5월 28일 ~ 2012년 7월 17일

#### 2013년
- 《이웃집 꽃미남》 : 2013년 1월 7일 ~ 2013년 2월 26일
- 《나인: 아홉 번의 시간여행》 : 2013년 3월 11일 ~ 2013년 5월 14일
- 《연애조작단; 시라노》 : 2013년 5월 27일 ~ 2013년 7월 16일
- 《후아유》 : 2013년 7월 29일 ~ 2013년 9월 17일
- 《빠스껫 볼》 : 2013년 10월 21일 ~ 2013년 12월 17일

#### 2014년
- 《스무살》 : 2014년 1월 6일 ~ 2014년 1월 7일
- 《로맨스가 필요해 3》 : 2014년 1월 13일 ~ 2014년 3월 4일
- 《마녀의 연애》 : 2014년 4월 14일 ~ 2014년 6월 10일
- 《고교처세왕》 : 2014년 6월 16일 ~ 2014년 8월 12일
- 《마이 시크릿 호텔》 : 2014년 8월 18일 ~ 2014년 10월 14일
- 《라이어 게임》 : 2014년 10월 20일 ~ 2014년 11월 25일
- 《일리있는 사랑》 : 2014년 12월 1일 ~ 2015년 2월 3일

#### 2015년
- 《호구의 사랑》 :  2015년 2월 9일 ~ 2015년 3월 31일
- 《식샤를 합시다 2》  : 2015년 4월 6일 ~ 2015년 6월 2일
- 《신분을 숨겨라》 :  2015년 6월 16일 ~ 2015년 8월 4일
- 《막돼먹은 영애씨 시즌 14》 :  2015년 8월 10일 ~ 2015년 10월 5일
- 《풍선껌》 :  2015년 10월 26일 ~ 2015년 12월 15일

#### 2016년
- 《치즈인더트랩》 : 2016년 1월 4일 ~ 2016년 3월 1일
- 《피리부는 사나이》 : 2016년 3월 7일 ~ 2016년 4월 26일
- 《또! 오해영》 : 2016년 5월 2일 ~ 2016년 6월 28일
- 《싸우자 귀신아》 : 2016년 7월 11일 ~ 2016년 8월 30일
- 《혼술남녀》: 2016년 9월 5일 ~ 2016년 10월 25일
- 《막돼먹은 영애씨 시즌 15》 : 2016년 10월 31일 ~ 2017년 1월 3일

#### 2017년
- 《내성적인 보스》 : 2017년 1월 16일 ~ 2017년 3월 14일
- 《그녀는 거짓말을 너무 사랑해》 : 2017년 3월 20일 ~ 2017년 5월 9일
- 《써클: 이어진 두 세계》 : 2017년 5월 22일 ~ 2017년 6월 27일
- 《하백의 신부 2017》 : 2017년 7월 3일 ~ 2017년 8월 22일
- 《아르곤》 : 2017년 9월 4일 ~ 2017년 9월 26일
- 《이번 생은 처음이라》 : 2017년 10월 9일 ~ 2017년 11월 28일
- 《막돼먹은 영애씨 16》 : 2017년 12월 4일 ~ 2018년 1월 23일

#### 2018년
- 《크로스》 : 2018년 1월 29일 ~ 2018년 3월 20일
- 《시를 잊은 그대에게》 : 2018년 3월 26일 ~ 2018년 5월 15일
- 《멈추고 싶은 순간 : 어바웃 타임》 : 2018년 5월 21일 ~ 2018년 7월 10일
- 《식샤를 합시다 3》 : 2018년 7월 16일 ~ 2018년 8월 28일
- 《백일의 낭군님》 : 2018년 9월 10일 ~ 2018년 10월 30일
- 《계룡선녀전》 : 2018년 11월 5일 ~ 2018년 12월 25일

#### 2019년
- 《왕이 된 남자》 : 2019년 1월 7일 ~ 2019년 3월 4일
- 《사이코메트리 그녀석》 : 2019년 3월 11일 ~ 2019년 4월 30일
- 《어비스》 : 2019년 5월 6일 ~ 2019년 6월 25일
- 《60일, 지정생존자》 : 2019년 7월 1일 ~ 2019년 8월 20일
- 《위대한 쇼》 : 2019년 8월 26일 ~  2019년 10월 15일
- 《유령을 잡아라》:  2019년 10월 21일 ~ 2019년 12월 10일
- 《블랙독》: 2019년 12월 16일 ~ 2020년 2월 4일

### 2020년대

#### 2020년
- 《방법》 : 2020년 2월 10일 ~ 2020년 3월 17일
- 《반의 반》 : 2020년 3월 23일 ~2020년 4월 28일
- 《외출》 : 2020년 5월 4일 ~ 2020년 5월 5일
- 《(아는 건 별로 없지만) 가족입니다》 : 2020년 6월 1일 ~ 2020년 7월 21일
- 《청춘기록》 : 2020년 9월 7일 ~ 2020년 10월 27일
- 《산후조리원》 : 2020년 11월 2일 ~ 2020년 11월 24일
- 《낮과 밤》 : 2020년 11월 30일 ~ 2021년 1월 19일

#### 2021년
- 《루카》 : 2021년 2월 1일 ~ 2021년 3월 9일
- 《나빌레라》 : 2021년 3월 22일 ~ 2021년 4월 27일
- 《어느 날 우리집 현관으로 멸망이 들어왔다》 : 2021년 5월 10일 ~ 2021년 6월 29일
- 《너는 나의 봄》 : 2021년 7월 5일 ~ 2021년 8월 24일
- 《하이클래스》 : 2021년 9월 6일 ~ 2021년 11월 1일
- 《어사와 조이》 : 2021년 11월 8일 ~ 2021년 12월 28일 (tvN 15주년 특별 기획으로 방송)

#### 2022년
- 《고스트 닥터》 : 2022년 1월 3일 ~ 2022년 2월 22일
- 《군검사 도베르만》 : 2022년 2월 28일 ~ 2022년 4월 26일
- 《링크:먹고 사랑하라, 죽이게》 : 2022년 6월 6일 ~ 2022년 7월 26일
- 《조선 정신과 의사 유세풍》 : 2022년 8월 1일 ~ 2022년 9월 6일
- 《멘탈코치 제갈길》 : 2022년 9월 12일 ~ 2022년 11월 1일
- 《연예인 매니저로 살아남기》 : 2022년 11월 7일 ~ 2022년 12월 13일
- 《미씽: 그들이 있었다 2》 : 2022년 12월 19일 ~ 2023년 1월 31일

#### 2023년
- 《청춘월담》 : 2023년 2월 6일 ~ 2023년 4월 11일
- 《패밀리》 : 2023년 4월 17일 ~ 2023년 5월 23일
- 《이로운 사기》 : 2023년 5월 29일 ~ 2023년 7월 18일
- 《소용없어 거짓말》 : 2023년 7월 31일 ~ 2023년 9월 19일
- 《반짝이는 워터멜론》 : 2023년 9월 25일 ~ 2023년 11월 14일

#### 2024년
- 《내 남편과 결혼해줘》 : 2024년 1월 1일 ~ 2024년 2월 20일
- 《웨딩 임파서블》 : 2024년 2월 26일 ~ 2024년 4월 2일
- 《선재 업고 튀어》 : 2024년 4월 8일 ~ 2024년 5월 28일
- 《플레이어 2: 꾼들의 전쟁》 : 2024년 6월 3일 ~ 2024년 7월 9일
- 《우연일까?》 : 2024년 7월 22일 ~ 2024년 8월 13일
- 《손해 보기 싫어서》 : 2024년 8월 26일 ~ 2024년 10월 1일
- 《좋거나 나쁜 동재》 : 2024년 10월 14일 ~ 2024년 11월 12일
- 《가석방심사관 이한신》 : 2024년 11월 18일 ~ 2024년 12월 24일

#### 2025년
- 《원경》 : 2025년 1월 6일 ~ 2025년 2월 11일
- 《그놈은 흑염룡》 : 2025년 2월 17일 ~ 2025년 3월 24일
- 《이혼 보험》 : 2025년 3월 31일 ~ 2025년 5월 6일
- 《금주를 부탁해》 : 2025년 5월 12일 ~ 2025년 6월 17일
- 《견우와 선녀》 : 2025년 6월 23일 ~ 2025년 7월 29일

## 경쟁 프로그램
- KBS 2TV 월화 드라마
- MBC 월화 드라마
- SBS 월화 드라마
- TV조선 월화 드라마
- JTBC 월화 드라마
- 채널A 월화 드라마
- MBN 월화 드라마
- ENA 월화 드라마